# Kirugavalu, Malavalli
Kirugavalu là một làng thuộc tehsil Malavalli, huyện Mandya, bang Karnataka, Ấn Độ.